# أديلجان جون
أديلجان جون (بالصينية: 阿的江) مواليد 1967، هو لاعب كرة سلة سابق. مثّل منتخب بلاده. شارك في مسابقة كرة السلة في الألعاب الأولمبية الصيفية. اختتم مشواره مع فريق باي روكتز (الواقع في نينغبو) في الرابطة الصينية لكرة السلة. يبلغ طوله 1.80 متر. شارك في الألعاب الأولمبية الصيفية 1992 مع منتخب الصين.

## وصلات خارجية
- أديلجان جون على موقع الاتحاد الدولي لكرة السلة (الإنجليزية)
- أديلجان جون على موقع الاتحاد الدولي لكرة السلة (الإنجليزية)
- أديلجان جون على موقع ريلجم (الإنجليزية)
- أديلجان جون على موقع بروبوليرز (الإنجليزية)
- أديلجان جون على موقع سبورتس رفرنس (الإنجليزية)
- أديلجان جون على موقع اللجنة الأولمبية الدولية (الإنجليزية)
- أديلجان جون على موقع أوليمبيديا (الإنجليزية)